# James Patterson (sciatore)
James Lawrence Patterson (West Wyalong, 2 gennaio 1970) è uno sciatore alpino australiano. Ha partecipato alle Paralimpiadi di Lillehammer 1994 e Nagano 1998 nella categoria LW9 (paralisi cerebrale infantile).

## Biografia
Patterson è originario di Terrigal, nel Nuovo Galles del Sud ed è un meccanico marino alle dipendenze di Halvorsen Boats.
Il suo debutto paralimpico risale a Lillehammer 1994, dove vinse una medaglia d'argento nella discesa libera e una medaglia di bronzo nello slalom gigante. Nelle successive Paralimpiadi a Nagano, ha vinto la medaglia d'oro nella discesa libera e una medaglia di bronzo nello slalom speciale.
Ha disputato anche i Mondiali di sci alpino organizzati dal Comitato Paralimpico Internazionale partecipando a Lech am Arlberg 1996 dove ha vinto una medaglia d'argento nel Supergigante e due medaglie di bronzo nella discesa libera e nello slalom speciale. Ai Mondiali di Anzere 2000 ha vinto una medaglia d'argento nello slalom gigante. Nel giugno 2001 ha annunciato il ritiro dalle attività sportive dicendo di aver perso la passione per le gare.
Nel 2000, Patterson ha ricevuto la Medaglia dello sport australiano mentre, nel 2008, è stato decorato con l'Ordine dell'Australia per le sue vittorie paralimpiche.
È sposato con Martina ed ha due figli, Emily e Cameron.